# Bluefish
Bluefish Editor — потужний вільний текстовий редактор з підсвічуванням синтаксису. Призначений, насамперед, для Web-дизайнерів та програмістів.

## Можливості
- Налаштування підсвічування синтаксису
- Перевірка орфографії HTML-сторінок
- Автодоповнення HTML-тегів

## Підтримувані мови
HTML, PHP C, Java, JavaScript, Pascal, Perl, Python, R, Ruby, SQL, XML, CSS